# Kjeld Stub Irgens
Kjeld Stub Irgens', född 23 maj 1879, död 26 augusti 1963, var en norsk sjökapten.
Kjeld Stub Irgens var son till prosten Jens Stub Irgens (1836–1908). Han förde många år passagerarfartyg på Atlanten, bland annat Oslofjord. Vid det tyska överfallet på Norge 1940 försökte han förgäves få kontakt mellan Håkon VII av Norge och Nikolaus von Falkenhorst. Irgens utnämndes av Josef Terboven till kommissariskt statsråd och blev senare sjöfartsminister i Vidkun Quislings regering. Han försökte i viss grad skydda norska handelsflottans intressen under ockupationen men dömdes i november 1945 till 7 års straffarbete för förräderi. Irgens överklagade utslaget men i februari 1946 höjde Norges Høyesterett straffet till 15 år.